# Ben Jones
Ben Jones (Tarboro (North Carolina), 30 augustus 1941) is een Amerikaans acteur, vooral bekend geworden als monteur Cooter Davenport uit The Dukes of Hazzard.
In latere jaren was Jones actief op politiek gebied en was van 1989 tot 1993 lid van het Amerikaanse Huis van Afgevaardigden namens de staat Virginia.

## Filmografie
- Surface televisieserie - Grocery Clerk (Episode 1.3, 2005)
- The Dukes of Hazzard: Return of the General Lee (Videogame, 2004) - Cooter Davenport (Voice-over)
- The Dukes of Hazzard: Hazzard in Hollywood (televisiefilm, 2000) - Cooter Davenport
- Joe Gould's Secret (2000) - Zuidelijke man op feestje
- The Dukes of Hazzard: Racing for Home (Videogame, 1999) - Cooter (Voice-over)
- As the World Turns televisieserie - Judge Manning (Episode 19 januari 1999)
- Sliders televisieserie - Sheriff/Dawson (Afl., Oh Brother, Where Art Thou?, 1998)
- Primary Colors (1998) - Arlen Sporken
- The Dukes of Hazzard: Reunion! (televisiefilm, 1997) - Cooter Davenport
- CBS Summer Playhouse televisieserie - Emory (Afl., Travelin' Man, 1987)
- The Dukes of Hazzard televisieserie - Cooter Davenport (146 afl., 1979-1985)
- Don't Change My World (1983) - Rol onbekend
- They Went That-A-Way & That-A-Way (1978) - Lugs
- Disneyland televisieserie - Sergeant Bingham (Afl., The Million Dollar Dixie Deliverence, 1978)
- The Million Dollar Dixie Deliverence (televisiefilm, 1978) - Sgt. Bingham
- The Lincoln Conspiracy (1977) - Samuel Arnold
- Moonrunners (1975) - Federal Agent
- Together for Days (1972) - Douglas
- Killers Three (1968) - Rol onbekend

- Biblioteca Nacional de España: XX5574201
- International Standard Name Identifier: 0000 0000 4840 6035
- Library of Congress Control Number: no2005073110
- Biographical Directory of the United States Congress: J000211
- Virtual International Authority File: 21878605
- WorldCat: E39PBJfH4fgW86GVcVk8J9Btrq